# 시드니 타워

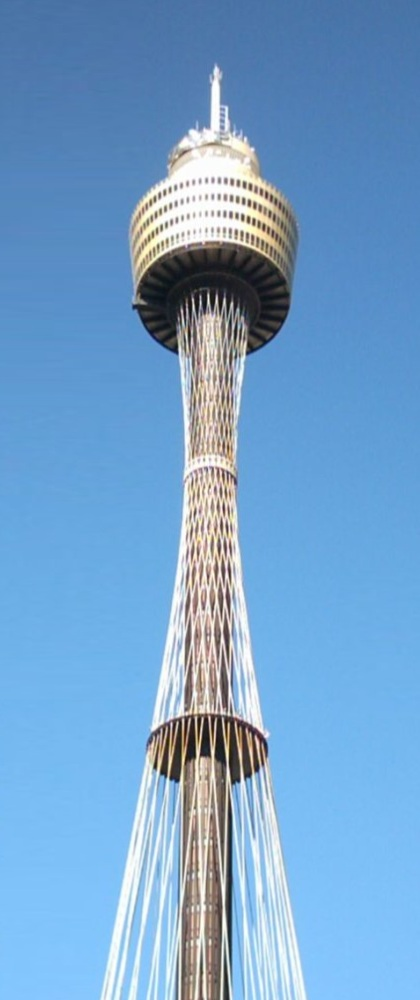
시드니 타워

전망대에서 본 시드니 항만

시드니 타워(Sydney Tower)는 AMP 타워, AMP 센터포인트 타워, 센터포인트 타워, 센터포인트 등으로 불리며, 시드니에서 가장 높은 자립 구조의 건축물이며 오스트레일리아에서 두 번째로 높은 자립 구조의 건축물이기도 하다. (오스트레일리아에서 가장 높은 건축물은 골드 코스트 지역에 위치한 Q1 빌딩이다.) 또한 뉴질랜드 오클랜드의 스카이 타워, 멜버른의 오스트레일리아 유레카 타워에 이어 남반구에서 세 번째로 높은 전망대이다. 시드니 타워의 주 전망대는 오클랜드 스카이 타워의 그것보다 약 50미터나 높다. 이 건축물은 CN 타워, 도쿄 타워, 서울 N타워등과 함께 World Federation of Great Towers 중 하나이다.

## 역사
시드니 타워는 1970년 말 공사를 시작하여 1972년 52개의 첫 상점들이 입주하였고, 1974년 사무 시설이 완공, 1981년 8월 대중에 개방되었다.

## 주요 지표
전망부에는 총 960명의 인원을 수용할 수 있으며 비상구로 사용되는 계단은 1504개로 이루어져 있으며, 420개로 구성된 유리 창은 모두 청소하는데 이틀이 걸린다고 알려진다.

## 위치
시드니 중심 업무 지구의 피트(Pitt) 스트리트와 마켓(Market) 스트리트가 교차하는 지점에 위치하고 있다.

## 관광 상품
- 시드니 타워 전망대 - 약 250 미터 높이의 전망대에서 시드니 외곽 지역까지 360도 방향으로 전망을 볼 수 있다.
- 오지트랙(OZ Track) - 시드니 및 오스트레일리아의 자연, 역사 등을 시뮬레이션을 통해 관람할 수 있다.
- 스카이 워크(Sky walk) - 시드니 타워 전망대의 옥상부에서 전망대 위를 걸을 수 있는 체험이다.

## 개장 시간
- 매일 9시부터 22시 30분까지 (토요일은 23시 30분까지)

## 같이 보기
- World Federation of Great Towers